# FaZe Clan
Faze Clan (gestileerd als FaZe Clan of FaZe) is een Amerikaanse e-sportclub uit Haverhill.

## Geschiedenis
De organisatie werd op 30 mei 2010 opgericht door de youtubers Housecat (nu Timid), ClipZ en Resistance. Timid verliet de clan die daarna werd overgenomen door Thomas "Temperrr" Oliveira.
De clan startte aanvankelijk met het uploaden van filmpjes op videoplatform YouTube, en werd bekend door hun prestaties in de computerspellen Counter-Strike: Global Offensive, Fortnite, en de first-person shooter Call of Duty. Nadat de overstap werd gemaakt naar e-sport, werden er divisies opgesteld voor verschillende computerspellen. De Nederlandse Karz heeft de leiding overgenomen over de Fortnite, CSGO en Rocket League divisies, wie wordt beschouwd als een van de "cracked" spelers uit de clan. 
FaZe heeft in 2021 ruim 8,61 miljoen abonnees op hun YouTube-kanaal, en er zijn 70 leden aangesloten bij de club. zoals Bassiegamer Fairplayerr and HyperThermic

## Divisies
De verschillende gamedivisies in 2019 waren:
- Counter-Strike: Global Offensive
- FIFA
- Fortnite
- PlayerUnknown's Battlegrounds
- Rainbow Six: Siege
- Call of Duty: Warzone